# SKE48は君と歌いたい
『SKE48は君と歌いたい』（エスケーイーフォーティーエイトはきみとうたいたい）は、2019年7月2日から2021年6月22日まで東海テレビで毎週火曜21:54 - 22:00（日本標準時）に放送されていたミニ紀行番組である。　

## 概要
SKE48のメンバーが東海3県各地を訪ね、地域に残る大切な歌などを学んで一緒に歌い、ふるさと・人の魅力を伝えるミニ紀行番組である。
2020年11月13日より2020年8月放送分以降の放送回がLocipoで配信（著作権法上の問題があるものを除く）されることが発表された。　

## 出演者
- SKE48
- 速水里彩 - ナレーター（東海テレビアナウンサー）（2021年1月5日 - 2021年6月22日）

## 放送時間
- 火曜 21時54分 - 22時00分

## 過去の出演者
- 宮武紗里 - ナレーター（東海テレビアナウンサー）（2019年7月2日 - 2020年12月22日）

## 放送日程

### 放送休止
- 2019年 - 12月31日
- 2020年 - 3月31日、6月30日、7月7日、12月29日
- 2021年 - 3月30日